# الصهاريج الرومانية بولاريجيا
الصهاريج الرومانية بولاريجيا  هو معلم أثري تونسي مصنف من قبل المعهد الوطني للتراث يقع في  ولاية جندوبة في الشمال الغربي التونسي، تحديدا في مدينة بولاريجيا تم تصنيف المعلم في يوم 1 مارس 1905.